# Le Hêtre aux Juifs

Le Hêtre aux Juifs : Scènes de la vie des montagnards westphaliens est une nouvelle de Annette von Droste-Hülshoff, parue en 1842 dans le Morgenblatt für gebildete Leser (journal hebdomadaire de la maison d’édition Cotta). L’histoire se déroule dans un village westphalien isolé appelé « village B. », dans un petit État allemand du XVIIIe siècle, avant l’époque des grands bouleversements européens qui donneront lieu à la Révolution française. La nouvelle raconte l’histoire d’un meurtre non élucidé et évoque les événements l’ayant précédé et succédé. Elle est avant tout interprétée comme une étude de milieu plus que comme une histoire policière.

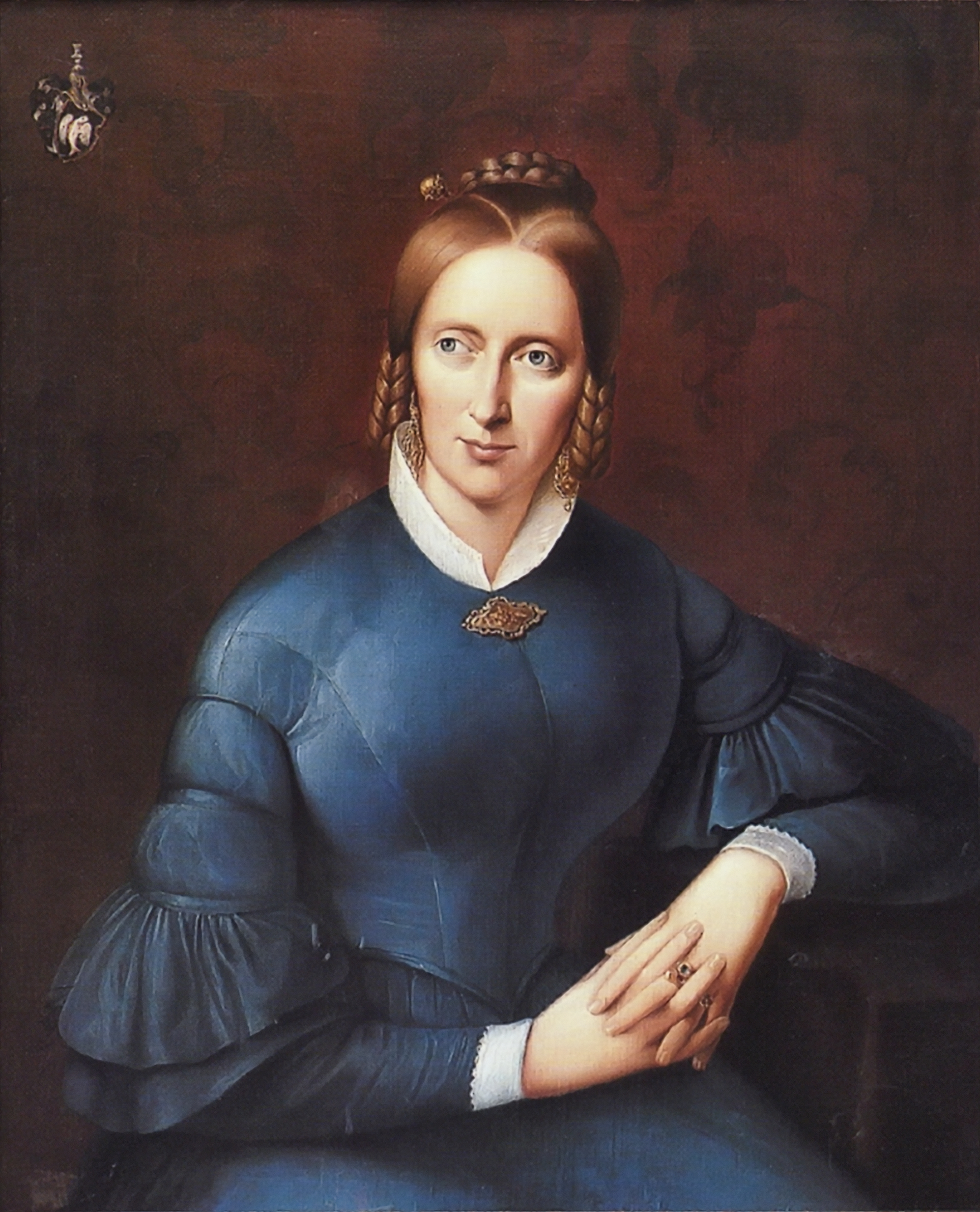
Annette von Droste-Hülshoff, 1838

## L’intrigue
Dans une famille où règnent le désordre et la pagaille, l’avenir de Friedrich Mergel semble scellé avant sa naissance. Jeune, sa mère Magreth est trop fière pour se marier, alors elle le fait plus tard, moins par amour que pour éviter de vivre en marge de la société, considérée comme une vieille fille. Son père Hermann Mergel, un alcoolique forcené, épousera Margreth Semmler après la fuite de sa première épouse pendant leur nuit de noces qui mourra d’ailleurs peu de temps après. Comme elle, Margreth a beaucoup souffert des ivresses hebdomadaires et de l’agressivité de son mari, bien qu’elle ait toujours tenté de les cacher aux autres habitants du village. 
Friedrich a neuf ans lorsque son père décède après une nuit d’hiver agitée. Il s’était réfugié dans la forêt pour s’enivrer, puis il s’était endormi et était mort de froid. Cet événement va ternir encore davantage la réputation déjà bien entachée de Friedrich au village. Dès lors, il gardera les vaches. Quelques années plus tard, son oncle Simon l’adopte, lui offre du travail puis l’aide à se faire un peu d’argent et à choyer sa réputation grâce à des affaires douteuses. Friedrich fait la connaissance de Johannes Niemand, fils illégitime de Simon, porcher et jeune garçon craintif qui lui ressemble étonnamment. Devenu plus confiant, Friedrich Mergel finira vite par le traiter comme son humble serviteur.
Les vols de bois organisés par les « blouses bleues » qui étaient jusqu’alors peu remarqués au village, commencent à s’intensifier. Les gardes forestiers décident de renforcer les contrôles mais ils ne parviennent pas à attraper les voleurs la main dans le sac. Un soir, alors que Brandis, le garde forestier en chef, est sur le point d’y arriver, il est brutalement assassiné par les blouses bleues. Bien qu’il ait tout nié lors du procès et qu’il n’ait pas été condamné faute de preuves à son encontre, Friedrich, qui faisait le guet ce soir-là, se sent coupable de la mort de Brandis. Il avait signalé d’un coup de sifflet l’arrivée du garde forestier aux blouses bleues qui lui avaient alors tendu une embuscade.
En octobre 1760, lors d’une cérémonie de mariage, Friedrich est ridiculisé en public par un juif, Aaron, qui l’exhorte devant toute l’assemblée de payer dix écus pour une montre déjà livrée pendant la période de Pâques. Peu de temps après, le corps sans vie d’Aaron est retrouvé au pied d’un hêtre de la forêt Brederwald. Friedrich est immédiatement soupçonné de l’avoir tué. Alors que l’on encercle sa maison pour l’arrêter, il prend la fuite, accompagné de Johannes Niemand, en se faufilant par la fenêtre. Plus tard, ce soupçon sera infirmé par l’aveu d’une tierce personne mais savoir si ce témoignage fait en effet référence au meurtre d’Aaron reste cependant un mystère.
Une délégation juive du village achètera le hêtre au pied duquel le corps d’Aaron fut retrouvé et y inscrira en lettres hébraïques la phrase suivante : « Si tu t’approches de ce lieu, alors tu connaîtras le même sort que le mien. » Après quoi, ce hêtre fut immédiatement surnommé « le hêtre aux Juifs » par les habitants du village.
Le meurtre était prescrit et oublié depuis longtemps lorsque vingt-cinq ans après, la nuit de Noël de l’année 1788, un homme se présentant comme Johannes Niemand fait son retour au village B. À ce moment-là, Margreth Mergel, devenue folle après la fuite de son fils, et son frère Simon Semmler, ne sont plus de ce monde, morts tous deux dans la plus grande pauvreté. Le seigneur du village accepte d’offrir l’hospitalité au revenant qui passe ses vieux jours à faire les courses et à sculpter des cuillères en bois.
Neuf mois plus tard, ne le voyant plus revenir de la forêt Brederwald, les habitants du village se mettent à sa recherche. Le jeune Brandis, fils du garde forestier assassiné, le retrouve pendu sur le hêtre aux juifs. Le seigneur examine son corps puis découvre avec surprise une vieille cicatrice au cou qui permettra d’identifier le corps comme étant celui de Friedrich Mergel. Il sera enterré sans cérémonie religieuse là où les carcasses d’animaux d’élevage sont inhumées.

## Personnages

### Friedrich Mergel (personnage principal)
Friedrich est un enfant désemparé et renfermé, mais il se transforme en un homme non seulement très arrogant et fier, mais également facilement irritable et capable de violence. En raison de ses activités commerciales (notamment sa participation aux activités qui violent la réglementation forestière et ses affaires douteuses), il devient une personnalité clé et occupe une position importante dans le village. Il défend souvent son rôle de notable du village avec véhémence.
Pour lui, son apparence est plus importante que son caractère interne. Afin de préserver sa réputation, il emploie parfois des moyens déloyaux, par exemple en se vantant d’une montre en argent qu’il n’a pas encore payée. Cependant, l’auteur ne lui impute pas une nature ignoble et attribue partiellement ses défauts à son oncle.
Malgré tout, Friedrich est très sensible (selon un faux témoignage) et a mauvaise conscience. Il ne peut également pas supporter le fait que les autres disent du mal de son père décédé.  

### Margreth Mergel
La mère de Friedrich est tout d’abord une femme sûre d’elle, mais elle est peu à peu brisée par la vie et les préjugés de sa société. À l’occasion de son mariage avec le père de Friedrich, elle croit encore qu’une femme mal traitée par son mari mérite ce traitement et qu’elle est elle-même fautive. Cependant, elle se rend rapidement compte qu’il n’est pas si facile de changer de mari. Après le décès précoce de Hermann et la perte de Friedrich, qui entre au service de son oncle, Margreth est accablée par le travail agricole duquel elle est maintenant responsable. À la suite de la fuite de Friedrich pour meurtre présumé, elle réclame des soins constants et se retire du monde jusqu’à sa mort.

### Simon Semmler
Le frère de Margreth Mergel « adopte » son neveu Friedrich après le décès de Hermann, le père de Friedrich. Il a des yeux globuleux, un beau visage et une barbe rousse de plusieurs jours. Il exerce une influence négative sur Friedrich, le détournant du droit chemin et le confrontant constamment à la mort de son père, dans le but de l’intimider. Simon fait partie d’un gang qui exploite les forêts illégalement et est donc très riche. Son succès économique suspect ne persiste pourtant pas très longtemps. Il meurt dans la misère. Tout indique que c’était lui qui a tué le forestier Brandis avec une hache. 

### Johannes Niemand
Johannes est le fils illégitime de Simon et ressemble tant à Friedrich que sa propre mère les a une fois confondus. Contrairement à Friedrich, Jean est très timide, crédule et faible. Il symbolise le véritable état de Friedrich en tant que paria social. Son nom de famille provient du fait que son père ne le reconnaît jamais comme son fils. De la même façon que Friedrich qui, en tant que larbin de son oncle, est complètement dépendant de Simon Semmler, Johannes devient progressivement de plus en plus dépendant de Friedrich.

### Aaron, le juif
Aaron est un homme d’affaires juif du village voisin de S. Lors d’un mariage, il provoque un scandale devant tous les invités en essayant de recouvrer une dette relative à une montre de poche. Les villageois se moquent de lui (« Attrapez le juif ! Tu vaux pas mieux qu’un cochon ! »). Aaron est plus tard retrouvé assassiné aux pieds du hêtre aux juifs.

### Le forestier Brandis
Le forestier Brandis représente les autorités et essaie en vain d’appréhender ceux qui violent la réglementation forestière. Il se laisse aller de temps en temps à des remarques inconsidérées, mais il s’excuse lorsqu’il se rend compte qu’il est allé trop loin.

### Hermann Mergel (père de Friedrich)
D’une part, Hermann est un père affectueux, mais de l’autre, il est alcoolique et boit excessivement le weekend et, dans un état de stupeur, est capable de violence. Sa forte envie de se mettre à boire est la raison de sa mort accidentelle, à travers laquelle il devient aux yeux des villageois le « fantôme de la forêt Brederwald ».

## Interprétation

### Droit et justice
Les lois sont simples et en partie insuffisantes. En plus du droit légal, s’est constitué un second droit : le droit de l'opinion publique, de la coutume et de la prescription qui en résulte. Les propriétaires et le peuple agissent librement selon leur conscience tandis que les lois écrites ne s’appliquent qu’au rang inférieur. Tous les villageois sont pieux, mais presque tous sont impliqués de près ou de loin dans le vol de bois et dans le braconnage. Prenons par exemple Margreth Mergel et son frère Simon Semmler : alors que Margreth est extrêmement pieuse mais considère le pillage des juifs, le braconnage et le vol de bois comme acceptables, son frère Simon, l’incarnation du mal, a encore en lui une once de conscience et de piété, même s’il semble faire semblant.
L’auteur nous signale au début du livre que l’on peut interpréter ce droit de coutume comme un signe d'arriération du village. Notons que cette arriération se termine en 1789. Le véritable coupable est puni environ deux mois après le déclenchement de la Révolution française. Auparavant, la noblesse et le peuple décidaient du droit et de la justice. L’auteur considère que cette ancienne forme de « justice » n’est ni bonne, ni condamnable.
Il est à noter que la nature, dans la nouvelle, agit toujours en tant que juge et témoin. La relation entre les actions des habitants du village et la nature environnante montre que les villageois détruisent également leur lien avec la nature – lien déterminé par l’ordre divin – lorsqu’ils perdent leur « sens inné de la justice.
Tous les événements négatifs du roman se déroulent à proximité du hêtre de la forêt de Brederwald, toujours la nuit ou au crépuscule, jamais pendant la journée. Ainsi la forêt de Brederwald devient une sorte de « lieu maléfique », le hêtre étant un « symbole de malédiction » (B. von Wiese). Le style de narration concret, objectif et extrêmement distant en raison des indications temporelles précises, accentue de façon encore plus inquiétante la menace constante qui pèse sur l’Homme (…) à travers le pouvoir de l’obscur et de l’irréel. » 

### Antisémitisme
Parmi les nombreux préjugés sociaux qu’Annette von Droste-Hülshoff traite dans son « scènes de vie », l'antisémitisme régnant dans le village B. est particulièrement présent. Ces préjugés agissent tels des « voleurs d’âmes dissimulés », chez Friedrich Mergel dès l’enfance. Ils sont incarnés par la phrase : « chaque mot que l’on n’oubliera jamais / qui dans les jeunes cœurs racine a trouvé » .
- La mère de Friedrich enseigne à son fils dès son plus jeune âge que les Juifs sont « tous des crapules » et des escrocs, et parle d’Aaron comme du « Juif maudit ».
- Plus tard, au moment de la cérémonie de mariage, certains invités ivres montrent tout aussi franchement leur antisémitisme lorsque Aaron exige de l’argent de Friedrich et le ridiculise face à tous les invités. Ils se moquent du fidèle et lui crient : « Attrapez le juif ! Tu vaux pas mieux qu’un cochon ! »
- On interpelle irrespectueusement la veuve d’Aaron en l’appelant « la juive », qui finit d’ailleurs par se consoler dans les bras d’un autre homme.
- Parmi la délégation juive qui s’est engagée à trouver le coupable de la mort d’Aaron et à le venger, un personnage se fait communément appeler « Joel l’usurpateur ».
- Même le seigneur, qui représente l’autorité et le droit, désigne un autre Juif « Moïse la crapule » et dira après le suicide de ce dernier que le « chien d’un juif » s’est « pendu à sa jarretière ». C’est ce même juif qui sera mis en cause dans le meurtre d’Aaron après son propre aveu.

## Contexte historique

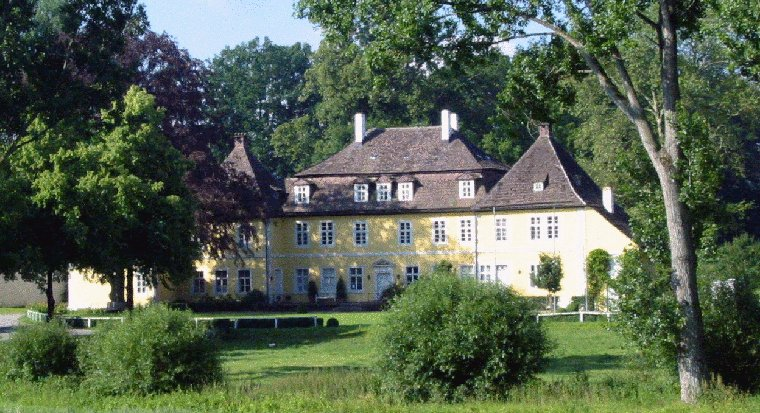
Musée de la littérature de Bökerhof

Lorsqu’elle était enfant, Anne von Droste-Hülshoff rendait régulièrement visite à ses proches du côté de sa mère au château de Bökerhof dans le village de Westphalie orientale de Bökendorf, un village voisin du « village de B ». Elle y entendit parler d’une histoire basée sur des faits réels appelée Geschichte eines Alger Sklaven, que son oncle August von Haxthausen avait écrit et publiée en 1818 :
En 1782, dans le petit État de la principauté-épiscopale de Paderborn, Hermann Georg (ou Johannes) Winckelhan (baptisé le 22 août 1764) avait reçu du commerçant juif Soistmann Berend (également orthographié Soestmann-Behrens) du tissu pour une chemise pour lequel il n’avait cependant pas payé. Dans un procès qui eut lieu en 1783 sous la conduite du procureur de Lichtenau Werner Adoph von Haxthausen (procureur de faible juridiction dans la principauté), Winckelhan fut condamné au paiement, en réponse à quoi il lança des menaces de mort sur Soistmann Berend. Le même soir, un garde forestier vit Winckelhan armé d’un gourdin, ainsi que Soistmann Berend entrer dans la forêt. Deux jours plus tard, la femme de Soistmann Berend le trouva mort contre un hêtre : la communauté juive grava alors un symbole en écriture hébraïque sur ce même hêtre. Pour échapper à son arrestation, Winckelhan s’enfuit à l'étranger, où il fut mis en captivité et asservi. Ce n'est que vingt-cinq ans plus tard qu'il revint dans sa ville d’origine. Après qu'on eut exclu une autre poursuite pénale sur la base de son esclavage, il admit le meurtre. À partir de ce moment, Winckelhan vécut en tant que journalier et mendiant. En 1806, il se pendit au hêtre où Soistmann Berend avait été retrouvé mort. L'arbre fut coupé deux ans plus tard. Winckelhan fut enterré catholiquement malgré son suicide sur la demande du procureur le 18 septembre de l’année 1806 dans le quartier de Bellersen.
Annette von Droste-Hülshoff a créé une adaptation littéraire de cet événement et a développé une ébauche d’histoire, ce qui lui a permis de représenter « les événements comme conséquence d'un trouble de la communauté humaine » (Kindler). Le destin de Friedrich Mergel révèle ce qu’il y a de plus funeste dans la société, destin, qui est à la fin est envenimé par une série d’évènements inhabituels. 

## Dédicace du billet de 20 deutschemarks (4egénération)
Le billet de 20 deutschemarks de quatrième et dernière génération dévoilé en 1989 fut dédié à Annette von Droste-Hülshoff et à son œuvre Le Hêtre aux Juifs et resta en circulation jusqu’au passage à l’euro en 2002. La conception avait été confiée à Reinhold Gerstetter, ancien graphiste en chef de l’imprimerie de l’Allemagne fédérale.
Comme la plupart des billets de cette génération, le motif arrière représentait l’environnement de travail et de vie de la personne représentée sur l’avant. Ainsi, l’avant du billet de 20 deutschmarks représentait un portrait de Annette von Droste-Hülshoff avec un bâtiment historique de la ville de Meersburg en arrière-plan et l’arrière du billet était composé d’une plume d’écriture et, en souvenir de la nouvelle Le Hêtre aux Juifs, d’un hêtre.

## Adaptations
Walter Steffens a écrit son opéra die Judenbuche d’après un livret de Peter Schütze, commande et création mondiale en 1993 à Dortmund. Il vivait à ce moment-là à Detmold, aujourd’hui à Marienmünster, et suivait les représentations selon le lieu où elles étaient données. 
L’œuvre Kriminaloper für mobiles Musiktheater 'Der Winkelhannes' traite des personnages du contexte historique, d’après un livret de Peter Schütze avec la collaboration de Volker Schrewe et Walter Steffens, parue en 2007/2008.
En 2006, le compositeur luxembourgeois Marco Pütz a mis la nouvelle en musique à la suite d'une commande du Jugendorchesters Havixbeck. La première de la pièce pour fanfare a eu lieu le 2 septembre 2006.

## Sites Internet
- Texte complet de Le hêtre aux Juifs et autres œuvres d'Annette von Droste-Hülshoff sur Zeno.org (en allemand)
- Texte complet sur laurentianum.de (en allemand)
- Site du projet de la composition contemporaine Die Judenbuche de Marco Pütz (en allemand)
- Résumé complet sur la page d'accueil d'un site privé (en allemand)
- Annette von Droste-Hülshoff – Die Judenbuche de le collection « Classiques de la littérature mondiale » de BR-alpha (en allemand)